# Knud Andersen (fodboldspiller, født 1900)
 For alternative betydninger, se Knud Andersen. (Se også artikler, som begynder med Knud Andersen)
Knud Elon Viggo Andersen (2. juli 1900 – 9. januar 1967) var en dansk fodboldspiller, der spillede for B 1903. Han var topscorer ved danmarksmesterskabet i 1938 og spillede desuden to kampe for det danske fodboldlandshold.